# Wilhelm Stemmermann
Wilhelm Stemmermann född 1888 i Rastatt (Baden-Württemberg) var en tysk artillerigeneral (1942) som förde olika befäl under andra världskriget. Han förde befälet över de tyska trupper på cirka 58 000 man som blev inringade i den så kallade Korsun-Tjerkassy-fickan vid floden Dnepr under Röda arméns offensiv i februari 1944.
De inneslutna trupperna omgrupperades till grupp Stemmermann. Ryssarna hade här lyckats inringa en betydande tysk styrka på samma sätt som vid Stalingrad 1942. Efter att till slut ha övertalats av Erich von Manstein gick Hitler till slut med på att tillåta ett utbrytningsförsök. Detta samordnades med ett undsättningsanfall från tredje pansardivisionen. Med oerhörda förluster ca 19 000 man i döda och tillfångatagna lyckades man slå sig ut. Bland annat tvingades man lämna ca 1 500 sårade i ryssarnas händer, liksom mycket tung materiel. General Stemmermann själv deltog i arriärgardet och stupade under utrymningen. Många tyskar stupade när de blev fångade mellan floden och ryssarnas pansararmé. Då de saknade tunga vapen hade de att välja på att antingen kasta sig i den iskalla floden eller att bli överkörda av ryssarnas stridsvagnar.